# Trevor Stines
Trevor Stines   (Olympia, 15 de juliol de 1996) és un actor estatunidenc. És més conegut pel seu paper de Jason Blossom a la sèrie Riverdale.

## Filmografia

### Cinema
| Any  | Títol                 | Rol           |
| ---- | --------------------- | ------------- |
| 2015 | A Tragic Love Story   | Chester       |
| 2016 | The Amityville Terror | Brett         |
| 2016 | The Impasse of Light  | Gans          |
| 2017 | Spen/cer              | Paul Watson   |
| 2018 | Watchdog              | Errol Moran   |
| 2019 | Purity Falls          | Jason         |
| 2019 | Secrets at the Lake   | Rick Rhodes   |
| 2019 | Most Likely to Murder | Sean          |
| 2021 | Evan Wood             | Josh Richards |

### Televisió
| Any       | Títol             | Rol                           |
| --------- | ----------------- | ----------------------------- |
| 2015      | Blue Match Comedy | Backpacker #2                 |
| 2016      | The Fosters       | Tristan Chacones              |
| 2016      | Wrong Hole        | K's Hot Date                  |
| 2017–2022 | Riverdale         | Jason Blossom                 |
| 2018      | Riverdale         | Clifford Blossom (adolescent) |
| 2022      | The Rookie: Feds  | Kellen Filmore                |